# Kuvaiti labdarúgó-szövetség
Kuvaiti labdarúgó-szövetség (Arabul: الإتحاد الكويتي لكرة القدم , magyar átírásban: Ittihád al-Kuvait li-Kurat al-Kadam).

## Történelme
1952-ben alapították. 1962-től a Nemzetközi Labdarúgó-szövetségnek (FIFA) és az Ázsiai Labdarúgó-szövetség (AFC) tagja. Fő feladata a nemzetközi kapcsolatokon kívül, a  Kuvaiti labdarúgó-válogatott férfi és női ágának, a korosztályos válogatottak illetve a nemzeti bajnokság szervezése, irányítása. A működést biztosító bizottságai közül a Játékvezető Bizottság (JB) felelős a játékvezetők utánpótlásáért, elméleti (teszt) és cooper (fizikai) képzéséért.